# Råsunda Idrotssällskap
O Råsunda IS é um clube de futebol da Suécia fundado em 1912. Sua sede fica localizada em Solna.
Em 2009 disputou a Division 2 Norra Svealand, uma das seis ligas da quarta divisão do futebol sueco, terminando na décima colocação dentre 12 clubes participantes.